# Harald Uhlig (Wirtschaftswissenschaftler)

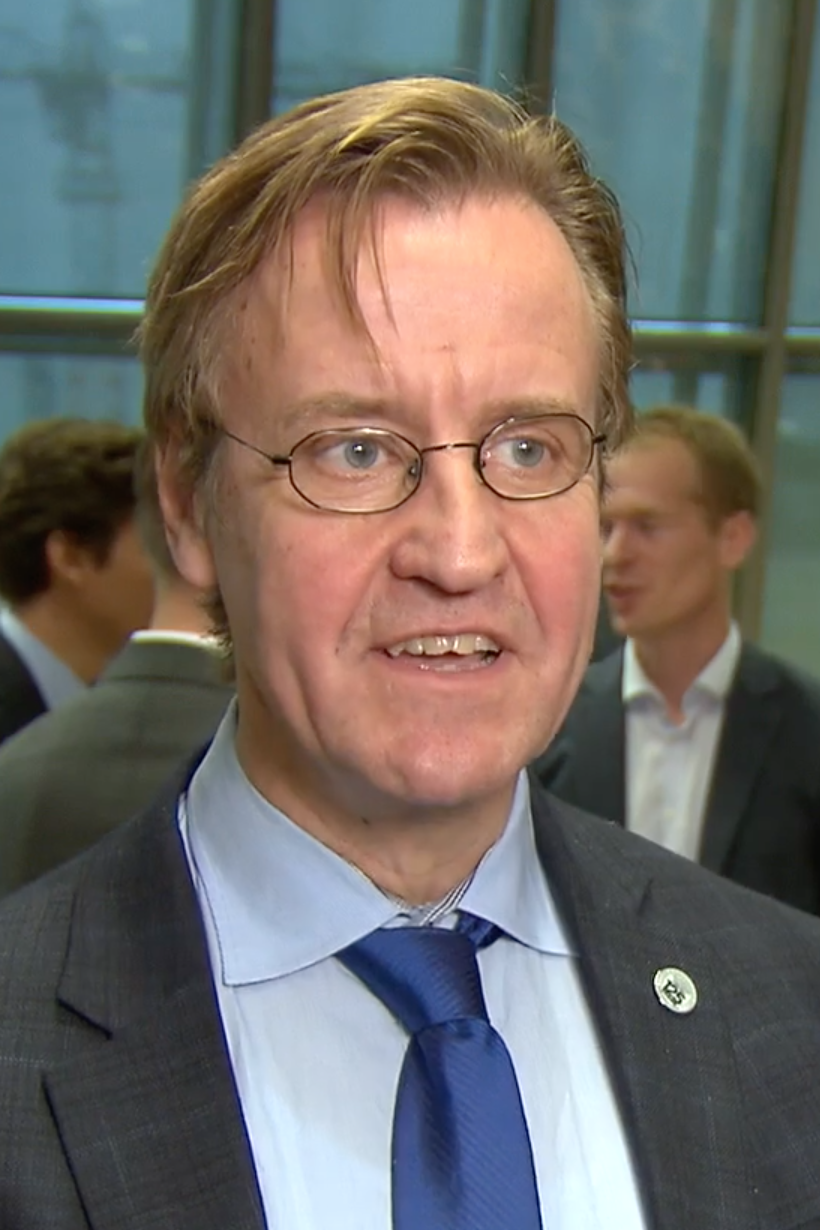
Harald Uhlig, 2018

Harald Uhlig (* 26. April 1961 in Bonn) ist ein deutscher Ökonom und Professor an der University of Chicago. Er forscht zu Themen der Makroökonomie, speziell Geldpolitik und der Theorie realer Konjunkturzyklen.

## Leben
Harald Uhlig studierte parallel Mathematik und Volkswirtschaftslehre an der TU Berlin, wo er 1985 als Diplom-Mathematiker abschloss. 1990 wurde er von der University of Minnesota im Fach Volkswirtschaftslehre promoviert. Anschließend war er von 1990 bis 1994 als Assistant Professor an der Princeton University tätig. Danach wurde er als Professor für Makroökonomie an die Universität Tilburg in den Niederlanden berufen, bis er im Jahr 2000 an die Humboldt-Universität Berlin wechselte und den Lehrstuhl für Wirtschaftspolitik übernahm. Diesen hatte er bis 2007 inne, bis er schließlich an die University of Chicago berufen wurde, wo er bis heute tätig ist.
2020 äußerte sich Uhlig auf Twitter zu den Forderungen der Black-Lives-Matter-Bewegung nach Budgetkürzungen für die Polizei. Dies wurde von verschiedenen Seiten, u. a. Fachkollegen, als rassistisch interpretiert. Hinzu kam der Vorwurf des ehemaligen Studenten Bocar Bo, Uhlig habe sich bereits 2014 in ähnlicher Weise über den US-amerikanischen Martin Luther King Day echauffiert und den Studenten ebenfalls diskriminierend behandelt.

## Ehrungen
- 2003: Gossen-Preis des Vereins für Socialpolitik[2]